# Scheloribates neonominatus
Scheloribates neonominatus är en kvalsterart som beskrevs av Subías 2004. Scheloribates neonominatus ingår i släktet Scheloribates och familjen Scheloribatidae. Inga underarter finns listade i Catalogue of Life.